# Komet NEAT 4
Komet NEAT 4 ali 207P/NEAT je periodični komet z obhodno dobo okoli 7,7 let. Komet pripada Jupitrovi družini kometov. Spada tudi med blizuzemeljska telesa (NEO) .

## Odkritje
Komet so odkrili 14. marca 2001 v okviru programa NEAT (Near Earth Asteroid Tracking).